# Алуніш (Селаж)
Алуніш (рум. Aluniș) — село у повіті Селаж в Румунії. Входить до складу комуни Бенесат.
Село розташоване на відстані 393 км на північний захід від Бухареста, 28 км на північний схід від Залеу, 71 км на північ від Клуж-Напоки.

## Населення
За даними перепису населення 2002 року у селі проживали 663 особи.
Національний склад населення села:
| Національність | Кількість осіб | Відсоток |
| -------------- | -------------- | -------- |
| румуни         | 657            | 99,1%    |
| угорці         | 6              | 0,9%     |

Рідною мовою назвали:
| Мова      | Кількість осіб | Відсоток |
| --------- | -------------- | -------- |
| румунська | 657            | 99,1%    |
| угорська  | 6              | 0,9%     |